# 圣保罗 (吉伦特省)
圣保罗（法語：Saint-Paul，法語發音：[sɛ̃ pɔl] ⓘ）是法国吉伦特省的一个市镇，属于布莱区。

## 地理
圣保罗（45°8'53"N, 0°36'18"W）面积10.87 平方千米，位于法国新阿基坦大区吉倫特省，该省份为法国西南部沿海省份，是法國本土面积最大的省，北起滨海夏朗德省，西临大西洋，南至朗德省，东南接洛特-加龍省，东临多爾多涅省。
与圣保罗接壤的市镇（或旧市镇、城区）包括：卡尔特莱格、贝尔松、康皮尼昂、卡尔、热内拉克、马济永、圣吉龙代盖维韦、圣马丹拉科萨德、圣瑟兰德屈尔萨克。
圣保罗的时区为UTC+01:00、UTC+02:00（夏令时）。

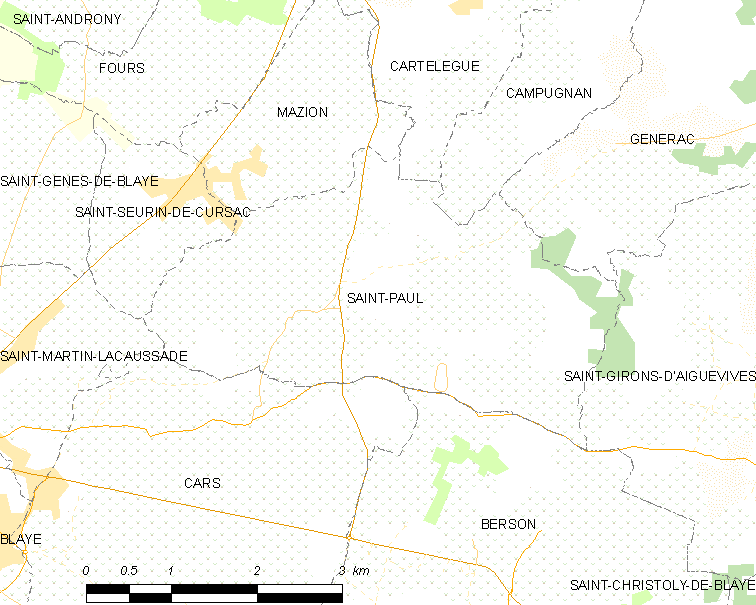
圣保罗的OSM定位图

## 行政
圣保罗的邮政编码为33390，INSEE市镇编码为33458。

## 政治
圣保罗所属的省级选区为河口县。

## 人口

1962-2008年间圣保罗人口变化图示

圣保罗于2022年1月1日时的人口数量为1032人。